# Antonio José de Sainz
Antonio José de Sainz (Uyuni, Potosí 4 de abril de 1893 – Lima 17 de octubre de 1959) fue un destacado poeta, intelectual, docente y figura pública boliviana, cuya vida y obra estuvieron profundamente vinculadas a la ciudad de Oruro. Se destacó en el ámbito literario, educativo y periodístico, y es reconocido como una de las voces intelectuales de la generación del 25 en Bolivia. Su legado perdura en instituciones educativas, publicaciones y estudios recientes sobre su vida.

## Datos biográficos
Antonio José de Sainz nació el 4 de abril de 1893 en Uyuni, departamento de Potosí. Sin embargo, gran parte de su infancia, juventud y carrera profesional transcurrieron en Oruro, ciudad con la que mantuvo un fuerte vínculo afectivo y cultural. Realizó su preparación pedagógica básica en el colegio particular Reekie de Oruro. Posteriormente, cursó estudios secundarios en el colegio San Calixto de La Paz y estudió Derecho en la Universidad Técnica de San Agustín, en Oruro.

## Carrera docente y académica
Tras su retorno de Europa, Sainz se dedicó activamente a la docencia y a la gestión universitaria. Fue rector de la Universidad Técnica de Oruro, en ese entonces llamada universidad de San Agustín, institución donde también se había formado. Su compromiso con la educación se reflejó en su trabajo con jóvenes y en la promoción del pensamiento crítico. Asimismo, fue director del museo Tihuanacu, lo que demuestra su interés por la conservación del patrimonio histórico y cultural boliviano.

## Obra poética y literaria

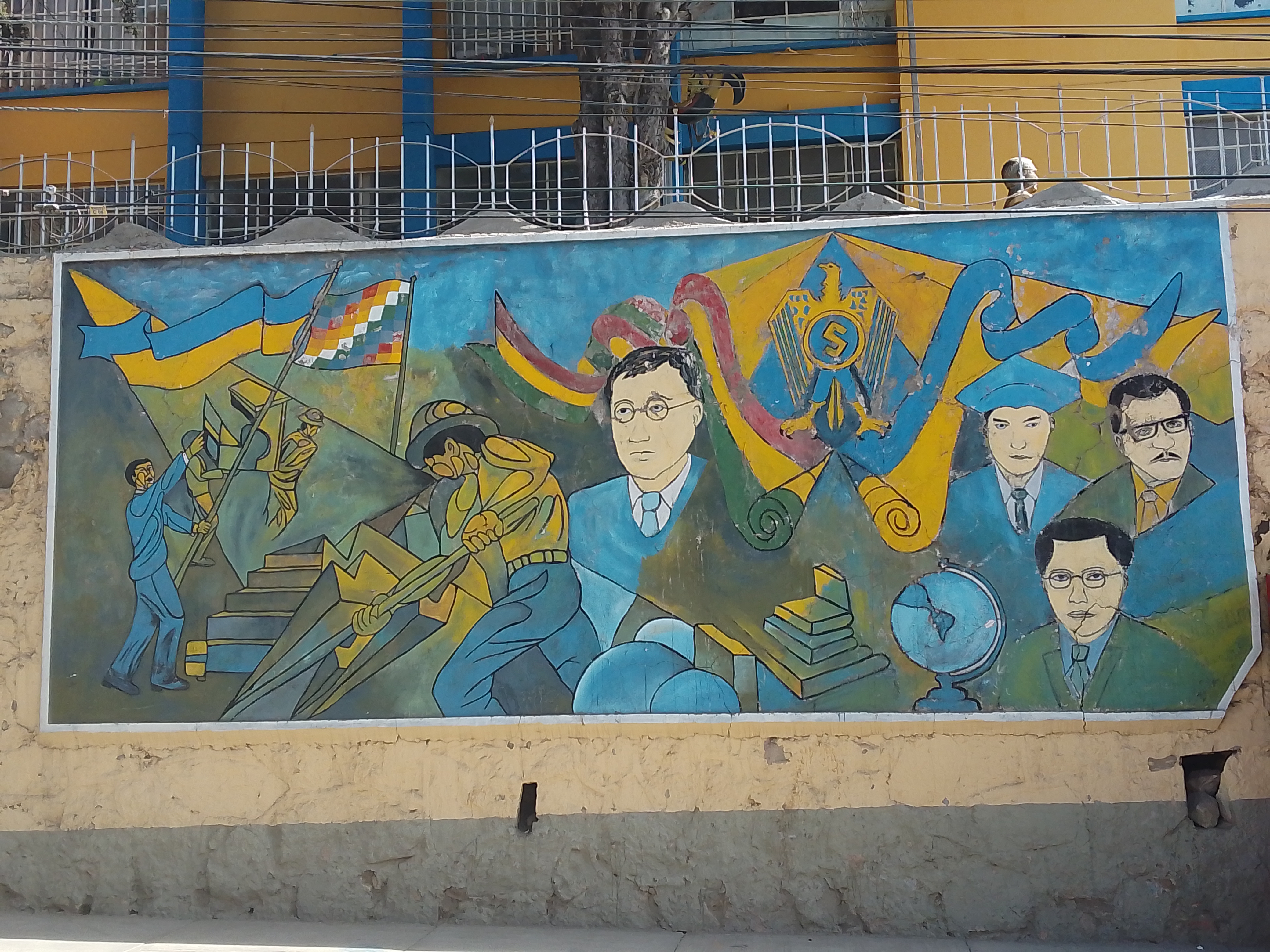
El colegio nacional Antonio José de Sainz lleva el nombre del personaje como tributo a su aporte intelectual. Este mural se encuentra esta en los muros exteriores del colegio.

Antonio José de Sainz es autor de una extensa obra poética, caracterizada por la reflexión social, el lirismo profundo y un enfoque nacionalista y existencial. Publicó tanto en Bolivia como en el extranjero, siendo uno de los primeros autores bolivianos en difundir su obra en Europa. Su segundo libro, Ritmos de lucha, fue publicado en 1913 en Bélgica, donde participó en círculos culturales antes de regresar a Bolivia a causa de la Primera Guerra Mundial. Otros títulos relevantes de su producción en verso incluyen:
- Camino sin retorno (premiado en 1937)
- Cantos de sendero
- Solar de Indias
- Grandes voces
- Tiempo
- Collar de ópalos
- Horas dolientes

Entre sus poemas destacan “La duda”, “Alma lírica”, “Invocación”, “Canción callejera” y “Calama”. También incursionó en la prosa con textos como “Sombras”, “Una conquista”, “Desde mi ventana” y “La piedad del lobo”.

## Aportes culturales y sociales
Sainz participó activamente en la vida intelectual y periodística del país. En La Paz, fue cofundador de la página “Luces del Alba”, donde publicó ensayos y poemas sobre temas políticos, religiosos y sociales, alineado con el pensamiento nacionalista y antiimperialista de la generación del 25.
En Oruro, dirigió varios números de la revista crítica Argos (fundada en 1923). También colaboró con medios escritos como La Industria y La Mañana de Sucre (1918), y La Patria de Oruro (1927), consolidando su influencia en el debate cultural de su época.

## Legado y reconocimiento
Pese a haber sido premiado en vida por varias de sus obras, Antonio José de Sainz es recordado por su modestia, ya que solía declinar la participación en actos públicos de premiación.
Tras su fallecimiento en Lima (Perú), el 17 de octubre de 1959, fue homenajeado por diversas instituciones. Un año después, el 6 de febrero de 1960, se fundó en Oruro el Colegio Nacional “Antonio José de Sainz”, que lleva su nombre como tributo a su aporte intelectual.
En 2016, el Gobierno Autónomo Municipal de Oruro organizó un concurso de monografías sobre su vida y obra, con la participación de más de 100 estudiantes. La iniciativa permitió redescubrir aspectos poco conocidos de su trayectoria. 